# Filipinomysz brunatna
Filipinomysz brunatna (Apomys brownorum) – gatunek ssaka z podrodziny myszy (Murinae) w obrębie rodziny myszowatych (Muridae), występujący endemicznie w prowincji Zambales na Filipinach w wysokich partiach góry Mount Tapulao.

## Taksonomia
Gatunek po raz pierwszy zgodnie z zasadami nazewnictwa binominalnego opisał w 2011 roku amerykańsko-filipiński zespół zoologów (Amerykanie – Lawrence R. Heaney, Eric A. Rickart, Lawren VandeVrede i Scott J. Steppan oraz Filipińczycy – Danilo S. Balete, Phillip A. Alviola, Mariano Roy M. Duya, Melizar V. Duya i M. Josefa Veluz) nadając mu nazwę Apomys (Megapomys) brownorum. Holotyp pochodził ze szczytu Mount Tapulao (15°28′54,8″N 120°07′10,4″E/15,481889 120,119556), na wysokości 2024 m n.p.m., z barangayu Salasa, w gminie Palauig, w prowincji Zambales, na wyspie Luzon, w Filipinach. Holotyp (o numerze 183524 FMNH) stanowi dorosły samiec schwytany w 12 stycznia 2005 roku przez  Danilo S. Balete’a. Eksponat jest przechowywany w Muzeum Historii Naturalnej w Chicago.
Apomys brownorum należy do podrodzaju Megapomys. A. brownorum jest najbliżej spokrewniony z A. banahao. Nie ma danych by był sympatryczny z jakimkolwiek innym gatunkiem z podrodzaju Megapomys, ale jest sympatryczny z A. microdon i A. musculus które należą do podrodzaju Apomys. Autorzy Illustrated Checklist of the Mammals of the World uznają ten takson za gatunek monotypowy.

### Etymologia
- Apomys: Apo, Mindanao, Filipiny; gr. μυς mus, μυος muos „mysz”[6].
- brownorum: Barbara Elaine Brown (1929–2019) amerykańska biolożka i jej mąż Roger Brown, w uznaniu ich wieloletniego wsparcia badań nad różnorodnością ssaków[4].

## Zasięg występowania
Filipinomysz brunatna znany jest tylko z miejsca typowego w zachodniej części wyspy Luzon, należącej do Filipin; nie została odłowiona na niższych wysokościach (1690 m) na Mount Tapulao, gdzie napotkano A. zambalensis, ale występuje na innych, dotychczas nieodkrytych wysokich partiach gór Zambales.

## Morfologia
Długość ciała (bez ogona) 123–140 mm, długość ogona 107–116 mm, długość ucha 21–22 mm, długość tylnej stopy 31–36 mm; masa ciała 60–84 g. Filipinomysz brunatna jest najmniejszym z gatunków z podrodzaju Megapomys. Jest gryzoniem małej wielkości. Ogon stanowi 82-90% długości tułowia. Futro w części grzbietowej jest gęste, miękkie i umiarkowanie długie o wybarwieniu ciemnobrązowym lub rdzawo-brązowym z nieco jaśniejszym odcieniem na bokach. W części brzusznej futro jest ciemnoszare, przechodzące na krańcach w szaro-ochrowy.